# Encyrtus noyesi
Encyrtus noyesi is een vliesvleugelig insect uit de familie Encyrtidae. De wetenschappelijke naam is voor het eerst geldig gepubliceerd in 1997 door Sudhir Singh.